# 時任勇気
時任 勇気（ときとう ゆうき、1991年10月2日 - ）は、日本の俳優。父は、俳優の時任三郎、妹は、歌手のCana。ニュージーランド出身。アミューズ所属。

## 経歴
1991年10月2日、ニュージーランド生まれ。1995年にカナダに移住。1999年からニュージーランドに戻り、少年期を過ごした。2003年に日本に帰国。明治大学卒業後、2017年に俳優デビュー。

## 人物
- 「時任勇気」は本名であり、父・三郎のリゲインのCMソング「勇気のしるし～リゲインのテーマ～」に由来する[4]。
- 日本に帰国し、父・三郎の話を多く聞くようになり、父が俳優であるという、初めて意識を持ち、俳優に興味を持った[1]。
- 大食いである[5]。

## 出演

### テレビドラマ
- 刑事ゆがみ 第7話（2017年11月30日、フジテレビ）[6]
- あにいもうと（2018年6月25日、TBS） - 学生 役[7]
- 砂の器（2019年3月28日、フジテレビ）[8]
- おもてなしの基礎英語 スキットドラマ（2019年4月 - 2020年3月26日、NHK Eテレ） - 結城飛鳥 役
- ノーサイド・ゲーム 第8話（2019年9月1日、TBS） - 滝川と風間の友人 役[9]
- 女子高生の無駄づかい（2020年1月24日 - 3月6日、テレビ朝日）
- 駐在刑事 season2 第4話（2020年2月14日、テレビ東京）
- 運命から始まる恋〜You are my Destiny〜（2020年4月11日 - 6月13日、フジテレビ） - 岡本隼人 役[10][11]
- 24 JAPAN（2020年10月9日 - 2021年3月26日、テレビ朝日） - マイロ 役[1]
- ジモトに帰れないワケあり男子の14の事情 第10話 「濡れ衣を着せられて」(2021年5月29日、テレビ朝日・朝日放送テレビ） - 小野寺レイジ 役
- 准教授・高槻彰良の推察  第4話  (2021年8月28日、東海テレビ・フジテレビ） - 佐竹達也 役
- 漂着者  第8話・第9話 (2021年9月17日・24日、テレビ朝日） - 某国の工作員 役
- 世にも奇妙な物語 '21 秋の特別編「スキップ」（2021年11月6日、フジテレビ） - 岩立淳 役[12]
- 生きて、ふたたび  保護司・深谷善輔 (2021年11月28日 - 2022年1月23日、NHK BSプレミアム） - 久保浩平 役
- WOWOWオリジナルドラマ 薄桜鬼  (2022年1月7日 -、WOWOW） - 原田左之助 役
- ドクターホワイト 第7話（2022年2月28日、関西テレビ・フジテレビ） - 伊勢崎隼人 役[13]
- 津田梅子～お札になった留学生～（2022年3月5日、テレビ朝日） - 瓜生外吉 役
- 連続テレビ小説 ちむどんどん 第11回・12回・14回・15回 (2022年4月25日・26日・28日・29日、NHK)  - 眞境名英樹 役
- テッパチ! 第1話 - 第6話（2022年7月6日 - 8月10日、フジテレビ） - 丸山栄一 役[14]
- クロサギ（2022年10月21日 - 12月23日、TBS） - 鷹宮輝 役[15]
- 日曜の夜ぐらいは… 第2話 - 最終話（2023年5月7日 - 7月2日、朝日放送テレビ・テレビ朝日） - 敬一郎 役
- この素晴らしき世界（2023年7月20日 - 9月14日、フジテレビ） - 西條隼人 役[16]
  - この素晴らしき世界 特別編（2023年9月21日、フジテレビ）[17]
- めぐる未来（2024年1月18日 - 3月22日、日本テレビ） - 四季村隆道 役[18]
- ぼくの人格シェアハウス（2024年3月18日、関西テレビ） - 相田雄介の脳内シェアハウスの住人・ビビリで消極的な人格 役[19]
- マウンテンドクター 第1話（2024年7月8日、関テレ・フジテレビ） - 宮本翔 役[20]
- 警視庁ゼロ係〜スカイフライヤーズ〜（2024年7月22日、テレビ東京） - 西園寺公麻呂 役[21]
- 離婚後夜（2024年10月14日 - 12月16日、朝日放送テレビ・テレビ朝日系） - 花ヶ咲臣 役[22]
- アンサンブル 第5話・第6話 （2025年2月15日・22日、日本テレビ）- 南雲英司 役
- 特捜9 final season 第3話（2025年4月23日、テレビ朝日） - 高村裕樹 役[23]
- スティンガース 警視庁おとり捜査検証室 第2話（2025年7月29日、フジテレビ） - ヒロシ 役[24]

### 映画
- 恋は雨上がりのように（2018年5月25日公開）
- 任侠学園  (2019年9月27日公開)
- HiGH&LOW THE WORST Ｘ（2022年9月9日公開、松竹） - 真志井雄彦 役

### 舞台
- トレインライドシアター「このレールはドラマチック」（2023年11月19日・23日、東京都23区内）[25]

### 配信ドラマ
- 運命から始まる恋〜You are my Destiny〜（2020年2月12日 - 4月15日、全10話、FOD） - 岡本隼人 役[26]
- めぐる、はるか未来（2024年3月21日、Hulu） - 四季村隆道 役[27]

### バラエティ・情報番組
- 痛快TV スカッとジャパン 2時間SP  (2019年9月30日、フジテレビ） - ドラマパート
- あざとくて何が悪いの？ (2021年1月9日、テレビ朝日） - ドラマパート
- 有吉ゼミ（2021年5月10日、日本テレビ）
- 思考ガチャ！（2021年12月22日、NHK Eテレ） - MC

### CM
- 任天堂 Nintendo Switch「大乱闘スマッシュブラザーズSPECIAL」 (2021年)
- Zoff CLASSIC Special Film「PLAY the CLASSIC」feat.TENDRE  (2021年)
- タイガー魔法瓶「あなたと… 〜To Be With You〜」（2019年） - 速水真 役[28]
- 日立 Hitachi Social Innovation is POWERING GOOD「デジタル」篇

### MV
- 坂本真綾 「Duets」 (2021年3月17日)